# Marqūq
Pan yufka, también conocido como shrak, khubz rqeeq,  mashrooh o pan saj ( árabe: مرقوق, شراك, مشروح, خبز الصاج, خبز رقيق) es un tipo de pan plano común en los países del levante mediterráneo. Se hornea en una plancha de metal abovedada o convexa, conocida como saj.  Por lo general, es grande, de unos 60 cm de diámetro y delgada, casi translúcida.   

## Preparación
La masa se levanta sin levadura y generalmente se hace solo con harina, agua y sal, después de descansar, se dividirse en porciones redondas, se aplana y se extiende sobre un cojín redondo hasta que se adelgaza y se voltea sobre el saj. A menudo se pliega y se pone en bolsas antes de ser vendido. Es comúnmente comparado con el pan de pita, que se conoce en la cocina mediterránea, aunque es mucho más grande y más delgado. 

## Galería

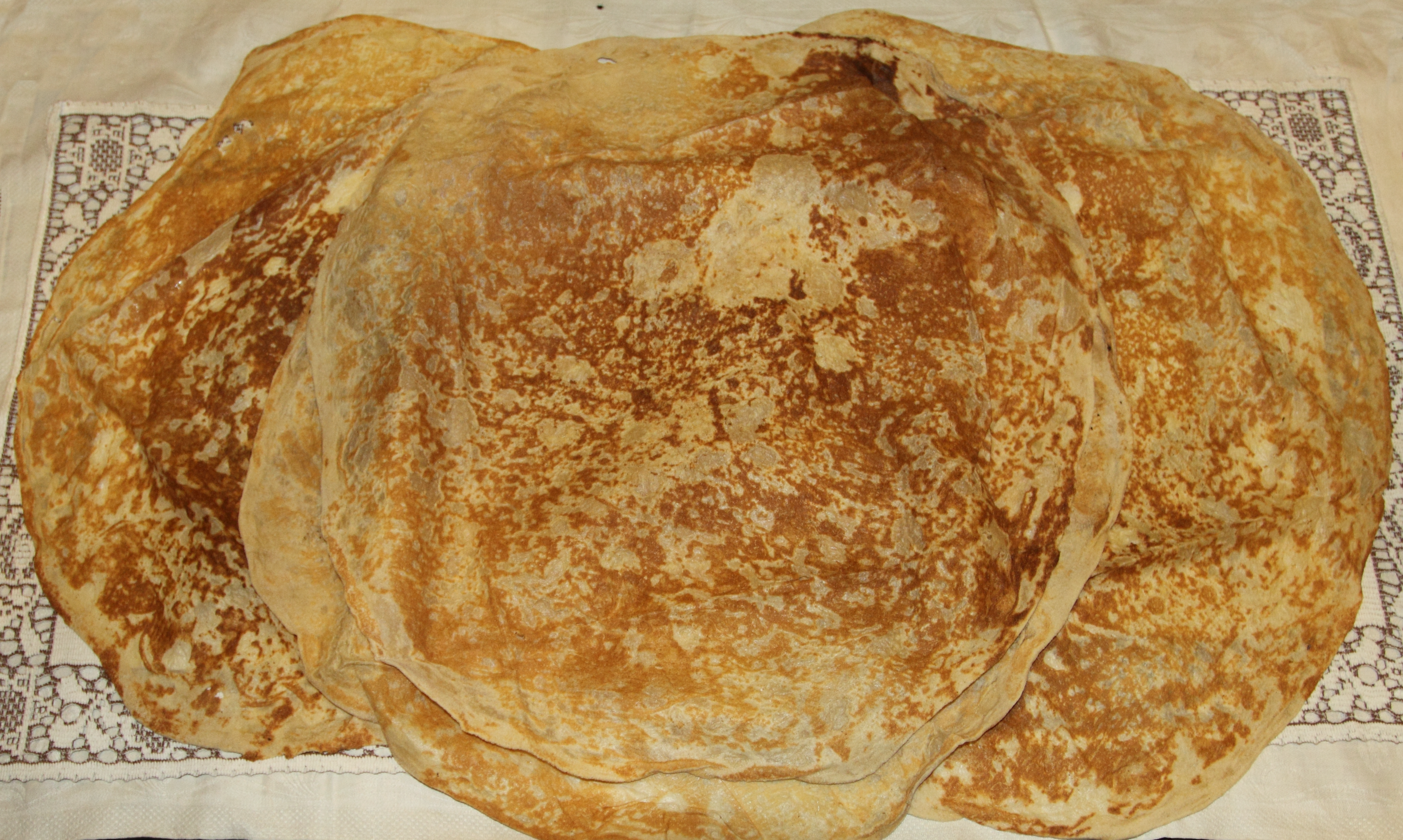
Markouk preparado por judíos sirios en Jerusalén
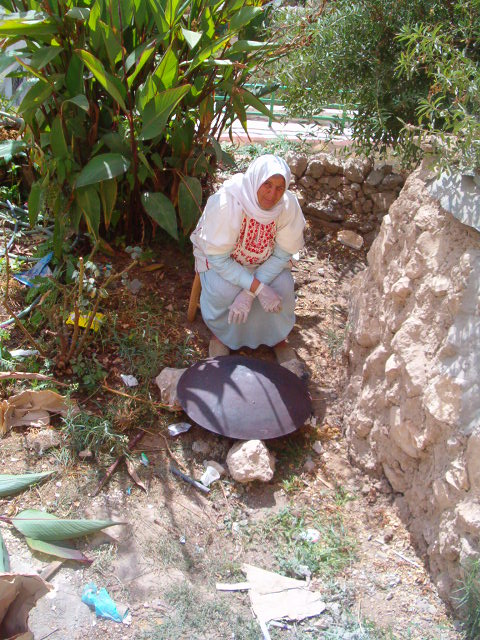
Una mujer palestina horneando pan de mark en el horno Saj en el pueblo de Artas cerca de Belén
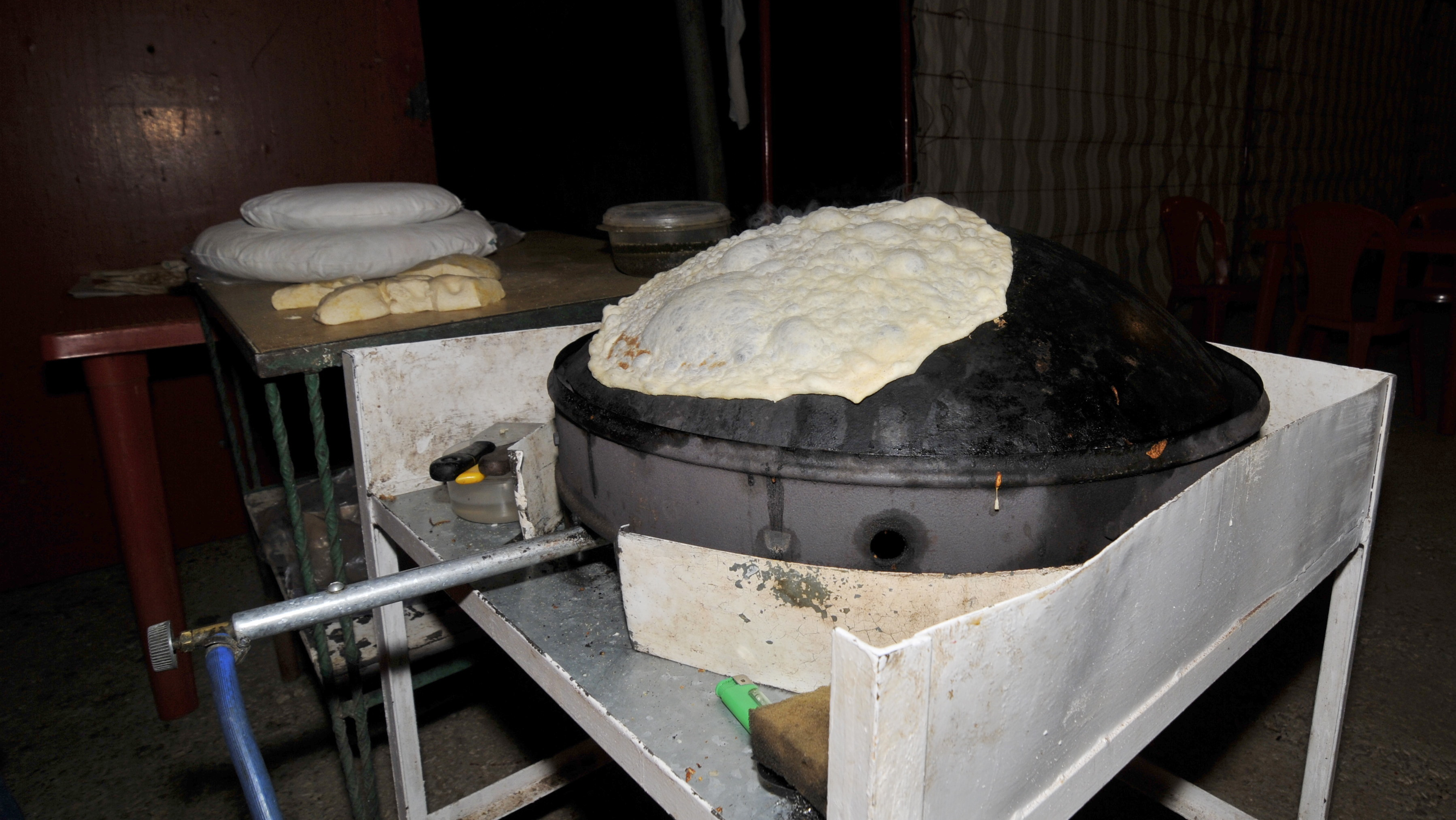
Markouk se prepara y se cocina en un Saj